# 78th Golden Globe Awards
78th Golden Globe Awards hyldede det bedste i amerikansk TV i 2020, samt film i 2020 og tidligt i 2021, som blev valgt af Hollywood Foreign Press Association. Prisuddelingen fandt sted 28. februar 2021, næsten to måneder senere end normalt, på grund af coronaviruspandemiens indflydelse på film og TV. Produceret af Dick Clark Productions og HFPA, og vist direkte på NBC i USA. For første gang blev prisuddelingen afholdt to steder med Tina Fey som vært fra Rainbow Room i New York og Amy Poehler som vært i The Beverly Hilton i Beverly Hills i Californien.
De nominerede blev annonceret den 3. februar 2021. Jane Fonda og Norman Lear blev annonceret som modtagere af henholdsvis Cecil B. DeMille award og Carol Burnett Award.

## Vindere og nominerede

### Film
| Bedste Film | Bedste Film |
| Drama | Musical eller komedie |
| --- | --- |
| - Nomadland - The Father - Mank - Promising Young Woman - The Trial of the Chicago 7 | - Borat Subsequent Moviefilm - Hamilton - Music - Palm Springs - The Prom |
| Bedste skuespilspræstation i en film – Drama | |
| Skuespiller | skuespillerinde |
| - Chadwick Boseman – Ma Rainey's Black Bottom som Levee Green - Riz Ahmed – Sound of Metal som Ruben Stone - Anthony Hopkins – The Father som Anthony - Gary Oldman – Mank som Herman J. Mankiewicz - Tahar Rahim – The Mauritanian som Mohamedou Ould Salahi                                 | - Andra Day – The United States vs. Billie Holiday som Billie Holiday - Viola Davis – Ma Rainey's Black Bottom som Ma Rainey - Vanessa Kirby – Pieces of a Woman som Martha Weiss - Frances McDormand – Nomadland som Fern - Carey Mulligan – Promising Young Woman som Cassandra "Cassie" Thomas |
| Bedste skuepilspræstation i en film – Musical eller komedie | |
| Skuespiller | Skuespillerinde |
| - Sacha Baron Cohen – Borat Subsequent Moviefilm som Borat Sagdiyev - James Corden – The Prom som Barry Glickman - Lin-Manuel Miranda – Hamilton som Alexander Hamilton - Dev Patel – The Personal History of David Copperfield som David Copperfield - Andy Samberg – Palm Springs som Nyles | - Rosamund Pike – I Care a Lot som Marla Grayson - Maria Bakalova – Borat Subsequent Moviefilm som Tutar Sagdiyev - Kate Hudson – Music som Kazu "Zu" Gamble - Michelle Pfeiffer – French Exit som Frances Price - Anya Taylor-Joy – Emma som Emma Woodhouse |
| Bedste birolle i en film | |
| Mandlig birolle | Kvindelig birolle |
| - Daniel Kaluuya – Judas and the Black Messiah som Fred Hampton - Sacha Baron Cohen – The Trial of the Chicago 7 som Abbie Hoffman - Jared Leto – The Little Things som Albert Sparma - Bill Murray – On the Rocks som Felix Keane - Leslie Odom Jr. – One Night in Miami... som Sam Cooke    | - Jodie Foster – The Mauritanian som Nancy Hollander - Glenn Close – Hillbilly Elegy som Bonnie "Mamaw" Vance - Olivia Colman – The Father som Anne - Amanda Seyfried – Mank som Marion Davies - Helena Zengel – News of the World som Johanna Leonberger |
| Andre | |
| Bedste instruktør | Bedste manuskript |
| - Chloé Zhao – Nomadland - Emerald Fennell – Promising Young Woman - David Fincher – Mank - Regina King – One Night in Miami... - Aaron Sorkin – The Trial of the Chicago 7 | - Aaron Sorkin – The Trial of the Chicago 7 - Emerald Fennell – Promising Young Woman - Jack Fincher – Mank - Christopher Hampton og Florian Zeller – The Father - Chloé Zhao – Nomadland |
| Bedste musik | Bedste sang |
| - Jon Batiste, Trent Reznor, og Atticus Ross – Sjæl - Alexandre Desplat – The Midnight Sky - Ludwig Göransson – Tenet - James Newton Howard – News of the World - Trent Reznor og Atticus Ross – Mank                                                                                         | - "Io sì (Seen)" (Niccolò Agliardi, Laura Pausini, og Diane Warren) – La vita davanti a sé - "Fight for You" (D'Mile, H.E.R., og Tiara Thomas) – Judas and the Black Messiah - "Hear My Voice" (Celeste og Daniel Pemberton) – The Trial of the Chicago 7 - "Speak Now" (Sam Ashworth og Leslie Odom Jr.) – One Night in Miami... - "Tigress & Tweed" (Andra Day og Raphael Saadiq) – The United States vs. Billie Holiday |
| Bedste animationsfilm | Bedste udenlandske film |
| - Sjæl - Croods: En ny tid - Fremad - Til månen og tilbage - Wolfwalkers | - Minari (USA) - Druk (Danmark) - La Llorona (Guatemala) - La vita davanti a sé (Italien) - Deux (Frankrig) |

### TV
| Bedste TV-serier | Bedste TV-serier |
| Drama | Musical eller komedie |
| --- | --- |
| - The Crown (Netflix) - Lovecraft Country (HBO) - The Mandalorian (Disney+) - Ozark (Netflix) - Ratched (Netflix) | - Schitt's Creek (Pop TV) - Emily in Paris (Netflix) - The Flight Attendant (HBO Max) - The Great (Hulu) - Ted Lasso (Apple TV+) |
| Bedste skuespilspræstationer i en dramaserie | |
| Skuespiller | Skuespillerinde |
| - Josh O'Connor – The Crown (Netflix) som Charles, Prince of Wales - Jason Bateman – Ozark (Netflix) som Martin "Marty" Byrde - Bob Odenkirk – Better Call Saul (AMC) som Saul Goodman - Al Pacino – Hunters (Prime Video) som Meyer Offerman - Matthew Rhys – Perry Mason (HBO) som Perry Mason                         | - Emma Corrin – The Crown (Netflix) som Diana, Princess of Wales - Olivia Colman – The Crown (Netflix) som Queen Elizabeth II - Jodie Comer – Killing Eve (BBC America) som Villanelle - Laura Linney – Ozark (Netflix) som Wendy Byrde - Sarah Paulson – Ratched (Netflix) som Nurse Ratched                           |
| Bedste skuespilspræstation i en musical- eller komedieserie | |
| Skuespiller | Skuespillerinde |
| - Jason Sudeikis – Ted Lasso (Apple TV+) som Ted Lasso - Don Cheadle – Black Monday (Showtime) som Maurice Monroe - Nicholas Hoult – The Great (Hulu) som Peter III of Russia - Eugene Levy – Schitt's Creek (Pop TV) som Johnny Rose - Ramy Youssef – Ramy (Hulu) som Ramy Hassan                                       | - Catherine O'Hara – Schitt's Creek (Pop TV) som Moira Rose - Lily Collins – Emily in Paris (Netflix) som Emily Cooper - Kaley Cuoco – The Flight Attendant (HBO Max) som Cassie Bowden - Elle Fanning – The Great (Hulu) som Katharina 2. af Rusland - Jane Levy – Zoey's Extraordinary Playlist (NBC) som Zoey Clarke |
| Bedste skuespilspræstationer i en miniserie eller TV-film | |
| Skuespiller | Skuespillerinde |
| - Mark Ruffalo – I Know This Much Is True (HBO) som Dominick and Thomas Birdsey - Bryan Cranston – Your Honor (Showtime) som Michael Desiato - Jeff Daniels – The Comey Rule (Showtime) som James Comey - Hugh Grant – The Undoing (HBO) som Jonathan Fraser - Ethan Hawke – The Good Lord Bird (Showtime) as John Brown | - Anya Taylor-Joy – The Queen's Gambit (Netflix) som Beth Harmon - Cate Blanchett – Mrs. America (FX på Hulu) som Phyllis Schlafly - Daisy Edgar-Jones – Normal People (Hulu) som Marianne Sheridan - Shira Haas – Unorthodox (Netflix) som Esther "Esty" Shapiro - Nicole Kidman – The Undoing (HBO) som Grace Fraser  |
| Bedste birolle i en Serie, Miniserie eller Tv-film | |
| Mandlig birolle | Kvindelig birolle |
| - John Boyega – Small Axe (Prime Video) som Leroy Logan - Brendan Gleeson – The Comey Rule (Showtime) som Præsident Donald Trump - Dan Levy – Schitt's Creek (Pop TV) som David Rose - Jim Parsons – Hollywood (Netflix) som Henry Willson - Donald Sutherland – The Undoing (HBO) som Franklin Reinhardt                | - Gillian Anderson – The Crown (Netflix) som Margaret Thatcher - Helena Bonham Carter – The Crown (Netflix) som Princess Margaret - Julia Garner – Ozark (Netflix) som Ruth Langmore - Annie Murphy – Schitt's Creek (Pop TV) som Alexis Rose - Cynthia Nixon – Ratched (Netflix) som Gwendolyn Briggs                  |
| Bedste miniserie eller tv-film | |
| - The Queen's Gambit (Netflix) - Normal People (Hulu) - Small Axe (Prime Video) - The Undoing (HBO) - Unorthodox (Netflix) | |